# Hardautal
Das Hardautal erstreckt sich entlang des Heideflusses Hardau im Suderburger Land (Landkreis Uelzen).
Es gibt einen Kulturhistorischen Wassererlebnispfad Hardautal, der sich auf einer Länge von 27 km im Hardautal entlang bewegt.
An das Hardautal schließt sich das Gerdautal an.